# 황철식
황철식(생년 미상 ~ )은 조선민주주의인민공화국의 정치인이다. 국가계획위원회 부위원장 겸 조선로동당 중앙검사위원회 위원이다.

## 경력
2009년 이후 조선민주주의인민공화국 내각 국가계획위원회 부위원장을 맡고 있으며, 2016년 5월 제7차 당대회에서 당 중앙검사위원회 위원으로 선출되었다.